# Saint-Gervais-les-Bains
Saint-Gervais-les-Bains, literalmente os "banhos de  São Gervásio", é uma comuna francesa do departamento da Alta Saboia, da região de Auvérnia-Ródano-Alpes.

## Toponímia
O nome de Saint-Gervais-les-Bains provém ao mesmo tempo de São Gervais, um dos santos protectores da paróquia pois o outro é São Protais, e ao qual foi anexado o termo bain por ser uma instância termal de longa data.

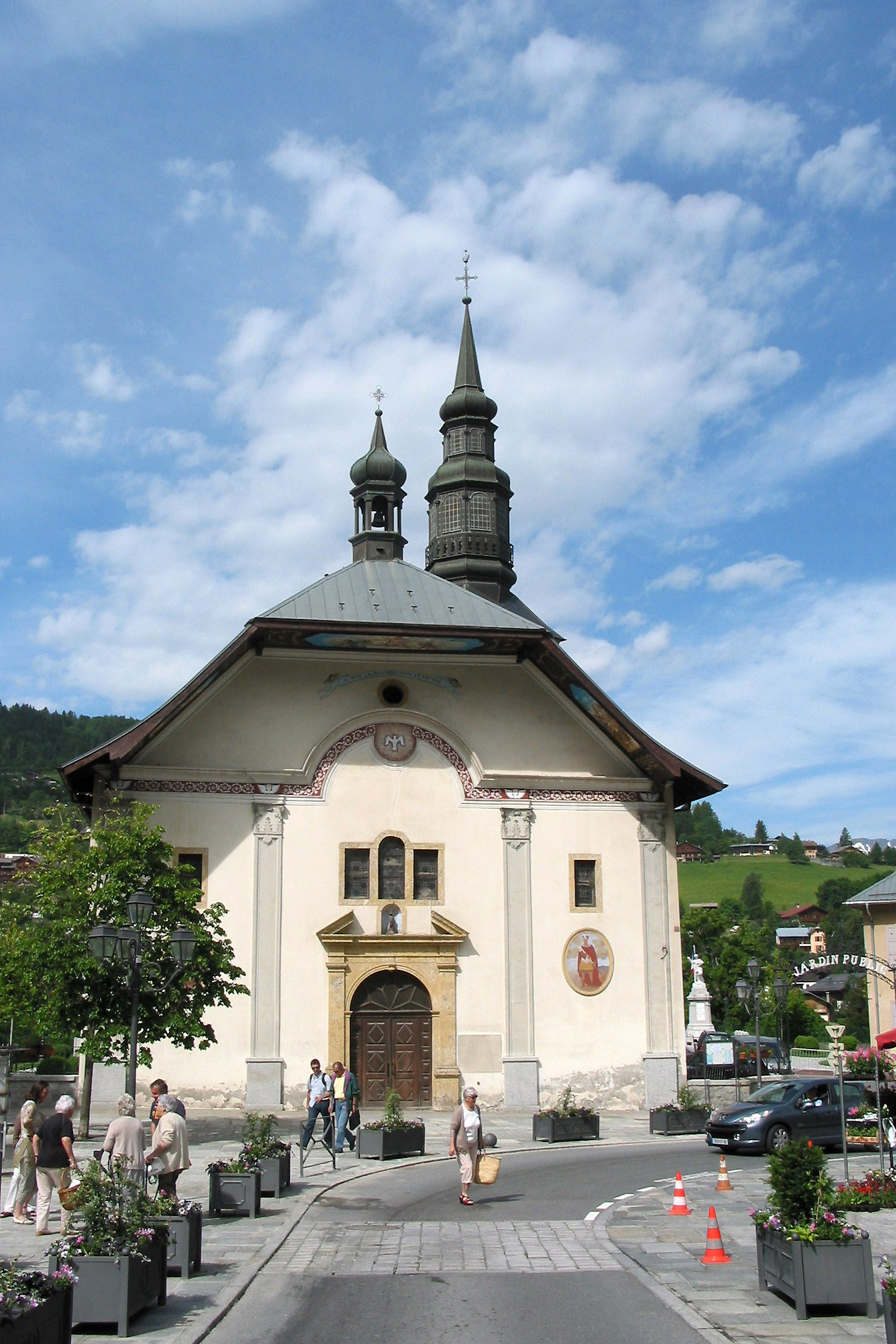
Igreja de Saint-Gervais et Protais

## Geografia
Comuna mais alta de França e da Europa Ocidental em razão da presença do Monte Branco destro dos limites da comuna, Saint-Gervais-les-Bains é ponto de passagem obrigatório para se dirigir a Chamonix-Monte-Branco o Les Contamines-Montjoie, Megève ou Combloux.
As comunas limítrofes de Saint-Gervais-les-Bains têm por nome  Passy, Les Contamines-Montjoie, Megève, Combloux, Les Houches e Chamonix-Mont-Blanc na França, e Courmayeur do lado italiano.
A cidade que ocupa a parte mais a norte da planície glaciar atravessada pelo rio Arve e dominada pelo maciço do Monte Branco, tem um altitude Min. 571 m — Max. 4 810 m

## Paróquias
Além da de Saint-Gervais-les-Bains, onde fica a Igreja de Saint-Gervais-les-Bains, o vale também possui a de Saint-Nicolas de Véroce ao sud, e uma mais tardia no vale de Contamines-Montjoie a de Notre-Dame de la Gorge, desde o século XII.
Em 1355 o Vale de Montjoie deixa de pertencer à província de Faucigny para se ligar ao Condado de Saboia.

## Vias de comunicação
A localidade é servida pela autoestrada A40 Mâcon-Chamonix, a chamada "Autoestrada branca" por servir Chamonix-Monte-Branco, o que permita a ligação com Genebra e o seu aeroporto de Genebra a menos de uma hora.
É na comuna de Le Fayet que se encontra a estação de Saint-Gervais-les-Bains-Le Fayet onde além do serviços da SNCF recebe comboios do tipo TGV, InterCity e TER.